# Campeonato de España de Atletismo 2010
El XC Campeonato de España de Atletismo se disputó en la ciudad de Avilés (Asturias) en el Complejo Deportivo de Avilés. Se celebró los días 17 y 18 de julio de 2010 y lo organizó la Real Federación Española de Atletismo (RFEA), el Ayuntamiento de Avilés y la Federación Asturiana de Atletismo (FAA).
Participaron 617 atletas, 341 hombres y 276 mujeres, que consiguieron batir 4 récords, 1 de España y 3 del campeonato.

## Resultados

### Masculino
| Evento             | Oro                                                                                      | Plata                                                                                      | Bronce                                                                          |  |
| ------------------ | ---------------------------------------------------------------------------------------- | ------------------------------------------------------------------------------------------ | ------------------------------------------------------------------------------- |  |
| 100 m              | Ángel David Rodríguez · España · 10,44                                                   | Alain López · España · 10,52                                                               | Orkatz Beitia · España · 10,53                                                  |  |
| 200 m              | Ángel David Rodríguez · España · 21,01                                                   | Iván Jesús Ramos · España · 21,32                                                          | Josue Mena · España · 21,42                                                     |  |
| 400 m              | Marc Orozco · España · 47,21                                                             | Mark Ujakpor · España · 47,38                                                              | Santiago Ezquerro · España · 47,69                                              |  |
| 800 m              | Kevin López · España · 1:47,48                                                           | Luis Alberto Marco · España · 1:47,83                                                      | David Bustos · España · 1:48,13                                                 |  |
| 1.500 m            | Manuel Olmedo · España · 3:39,06                                                         | Arturo Casado · España · 3:39,21                                                           | Reyes Estévez · España · 3:39,53                                                |  |
| 5.000 m            | Jesús España · España · 13:18,46 (RC)                                                    | Alemayehu Bezabeh · España · 13:18,95                                                      | Sergio Sánchez Martínez · España · 13:19,21                                     |  |
| 110 m vallas       | Felipe Vivancos · España · 13,73                                                         | Jackson Quiñonez · España · 13,80                                                          | Francisco Javier López · España · 14,06                                         |  |
| 400 m vallas       | Diego Cabello Miñon · España · 51,11                                                     | Ignacio Sarmiento · España · 51,19                                                         | Javier Sagredo · España · 51,89                                                 |  |
| 3.000 m obstáculos | José Luis Blanco · España · 8:33,12                                                      | Ángel Mullera · España · 8:33,13                                                           | Víctor García · España · 8:33,94                                                |  |
| 10.000 m marcha    | Miguel Ángel López · España · 40:39:90                                                   | José Ignacio Díaz · España · 40:58:14                                                      | Juan Manuel Molina · España · 41:09:22                                          |  |
| Salto de altura    | Javier Bermejo · España · 2,15 m                                                         | Simón Siverio · España · 2,12 m                                                            | Carles Triado · España · 2,12 m                                                 |  |
| Salto con pértiga  | Albert Vélez · España · 5,35                                                             | Manel Concepción · España · 5,05                                                           | Javier Sebastían Gazol · España · 5,35                                          |  |
| Salto de longitud  | Luis Felipe Meliz · España · 8,06                                                        | Joan-Lino Martínez · España · 7,91                                                         | Jean Marie Okutu · España · 7,62                                                |  |
| Salto triple       | Andrés Capellán · España · 16,11                                                         | José Alfonso Palomanes · España · 15,84                                                    | Jorge Gimeno Vicente · España · 15,76                                           |  |
| Peso               | Borja Vivas · España · 19,91                                                             | Manolo Martínez · España · 18,83                                                           | Germán Millán · España · 18,71                                                  |  |
| Disco              | Mario Pestano · España · 63,81                                                           | Frank Casañas · España · 63,50                                                             | Lois Maikel Martinez · España · 59,04                                           |  |
| Martillo           | Javier Cienfuegos · España · 71,21                                                       | Isaac Vicente · España · 68,41                                                             | Moisés Campeny · España · 66,09                                                 |  |
| Jabalina           | Rafael Baraza · España · 74,21                                                           | José Manuel Vila · España · 70,57                                                          | David García · España · 68,82                                                   |  |
| 4 x 100 m          | Playas de Castellón Luis Wee Palacios Orkatz Beitia Iván Martínez José López Reina 40,69 | Cueva de Nerja-Uma Francisco Javier López Iván López José Antonio Andújar Josué Mena 41,19 | AD Marathon Jorge Del Rio Iñaki Iturrioz Alberto Dorrego Eduardo Quintero 41,32 |  |
| Decatlón           | Agustín Félix Esbri · España · 7337 pts.                                                 | Imanol Cardona Ardanuy · España · 6468 pts.                                                | Javier Pérez Rasines · España · 6402 pts.                                       |  |

### Femenino
| Evento            | Oro                                                                                | Plata                                                                                             | Bronce                                                                                                 |
| ----------------- | ---------------------------------------------------------------------------------- | ------------------------------------------------------------------------------------------------- | --- |
| 100 m             | Digna Luz Murillo · España · 11,56 s                                               | María Cotán Reyes · España · 11,70 s                                                              | Estela García · España · 11,75 s                                                                       |
| 200 m             | Plácida Martínez · España · 24,41                                                  | Sara María Martínez · España · 24,57                                                              | Belén Recio · España · 24,62                                                                           |
| 400 m             | Mayte Martínez · España · 54,24                                                    | Begoña Garrido · España · 54,31                                                                   | Lorena Bokesa · España · 54,91                                                                         |
| 800 m             | Irene Alfonso · España · 2:04,31                                                   | Elian Pérez · España · 2:04,65                                                                    | Margarita Fuentes-Pila · España · 2:06,11                                                              |
| 1.500 m           | Natalia Rodríguez · España · 4:21,45                                               | Nuria Fernández · España · 4:22,42                                                                | Isabel Macias · España · 4:26,67                                                                       |
| 5.000 m           | Judit Pla · España · 15:35,23                                                      | Kanbouchia Soud · España · 15:35,88                                                               | Gema Barrachina · España · 15:44,22                                                                    |
| 100 m vallas      | Ana Torrijos · España · 13,58                                                      | Virgina Villar · España · 14,53                                                                   | Marta Sainz Vela · España · 14,64                                                                      |
| 400 m vallas      | Laia Forcadell · España · 58,30                                                    | Laura Natalí Sotomayor · España · 59,48                                                           | Olga Ortega · España · 59,99                                                                           |
| 3.000 m obst.     | Rosa María Morato · España · 9:45,47                                               | Zulema Fuentes-Pila · España · 9:46,26                                                            | Eva Arias · España · 10:01,48                                                                          |
| 10.000 m marcha   | Beatriz Pascual · España · 42:40:33 (REs)                                          | Lorena Luaces · España · 46:06:24                                                                 | Ainhoa Pinedo · España · 46:10:28                                                                      |
| Salto de altura   | Ruth Beitia · España · 2,00 m                                                      | Marta Mendía · España · 1,83 m                                                                    | Raquel Álvarez · España · 1,80 m                                                                       |
| Salto con pértiga | Naroa Agirre · España · 4,15                                                       | Anna Pinero · España · 4,05                                                                       | Marta Casanova · España · 3,85                                                                         |
| Salto de longitud | Concepción Montaner · España · 6,35 m                                              | Juliet Itoya · España · 6,25 m                                                                    | Petra Mun · España · 6,13 m                                                                            |
| Salto triple      | Ruth Marie Ndoumbe · España · 13,31                                                | Maitane Azpeitia · España · 13,25                                                                 | Rebeca Azcona · España · 13,10                                                                         |
| Peso              | Úrsula Ruiz · España · 16,38                                                       | Irache Quintanal · España · 16,15                                                                 | Magnolia Iglesias · España · 15,79                                                                     |
| Disco             | Irache Quintanal · España · 54,52                                                  | Sabina Asenjo · España · 54,06                                                                    | Alice Matejkova · España · 50,44                                                                       |
| Martillo          | Berta Castells · España · 65,70                                                    | Laura Redondo · España · 61,61                                                                    | Erika Soriano · España · 57,25                                                                         |
| Jabalina          | Mercedes Chilla · España · 61,04 (RC)                                              | Carmen Sánchez Parrondo · España · 48,23                                                          | Vanessa Morales · España · 46,48                                                                       |
| 4 x 100 m         | Valencia Terra i Mar Ana Torrijos Digna Luz Murillo Belén Recio Amparo Cotán 45,43 | Krafft-San Sebastián Alazne Furundarena Marian Garrantxo Marta Peña Oiarzábal Amaya Alzelay 46,81 | Cueva de Nerja-Uma Desiree Valderrama María del Pilar Cortacero Araceli López María Isabel Pérez 47,89 |
| Heptatlón         | Bárbara Hernando Fuster · España · 5580 pts.                                       | Estefanía Fortes · España · 5436 pts.                                                             | Laura Gines Sánchez · España · 5332 pts.                                                               |